# Wendell H. Ford
Pour les articles homonymes, voir Ford.
Wendell H. Ford (né le 8 septembre 1924 à Owensboro dans le Kentucky, mort le 22 janvier 2015) est un homme politique américain démocrate, qui est sénateur du Kentucky entre 1974 et 1999.
Il est également gouverneur du Kentucky entre 1971 et 1974.
Il est surtout connu pour sa défense de l'industrie du tabac, et pour son action en faveur du droit de vote.
Il est mort d'un cancer du poumon à l'âge de 90 ans.

## Galerie

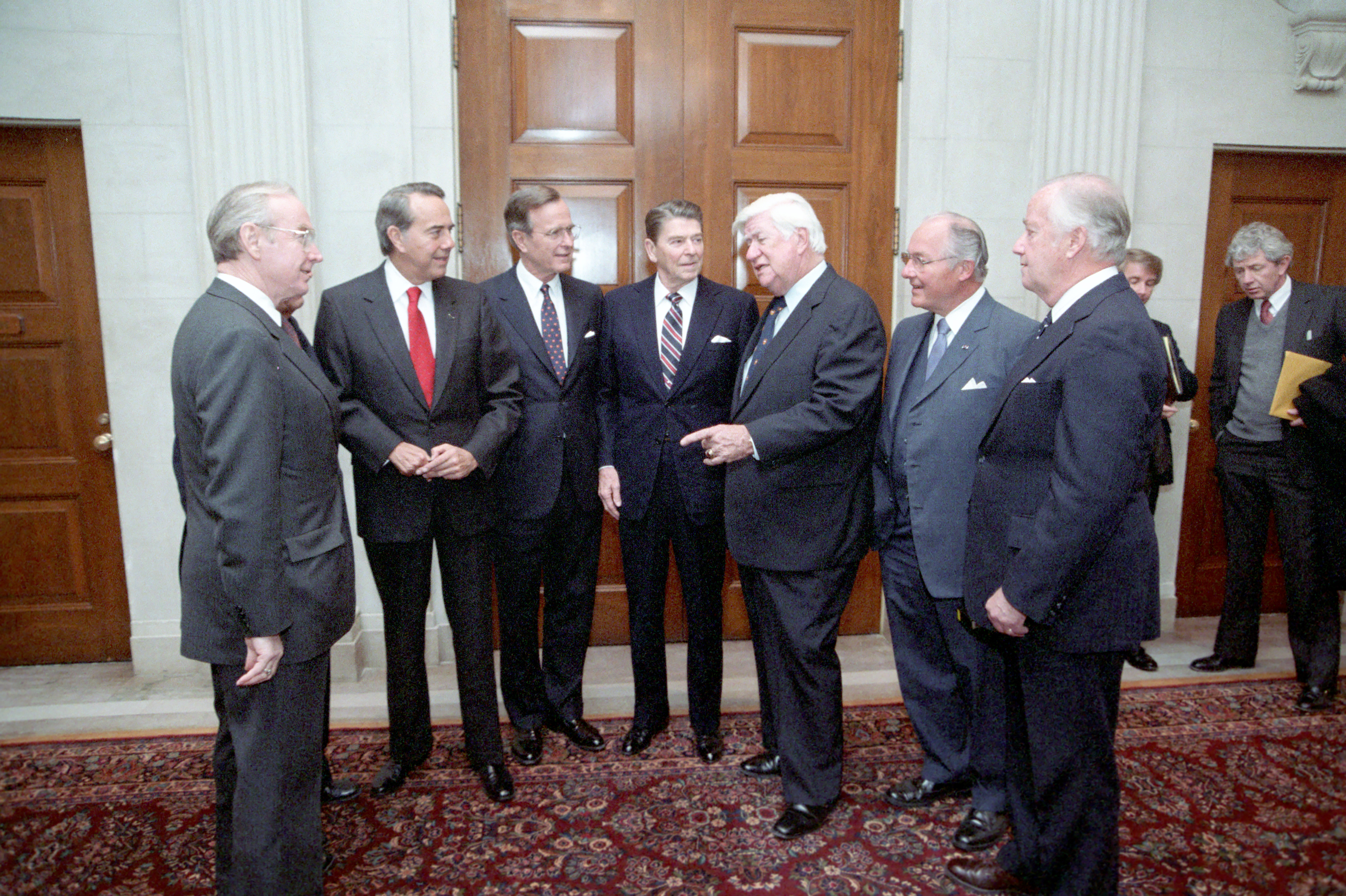
Dans la salle d'attente du Capitol, pour l'investiture de Ronald Reagan en 1985, Wendell H. Ford est le 1er à partir de la gauche.
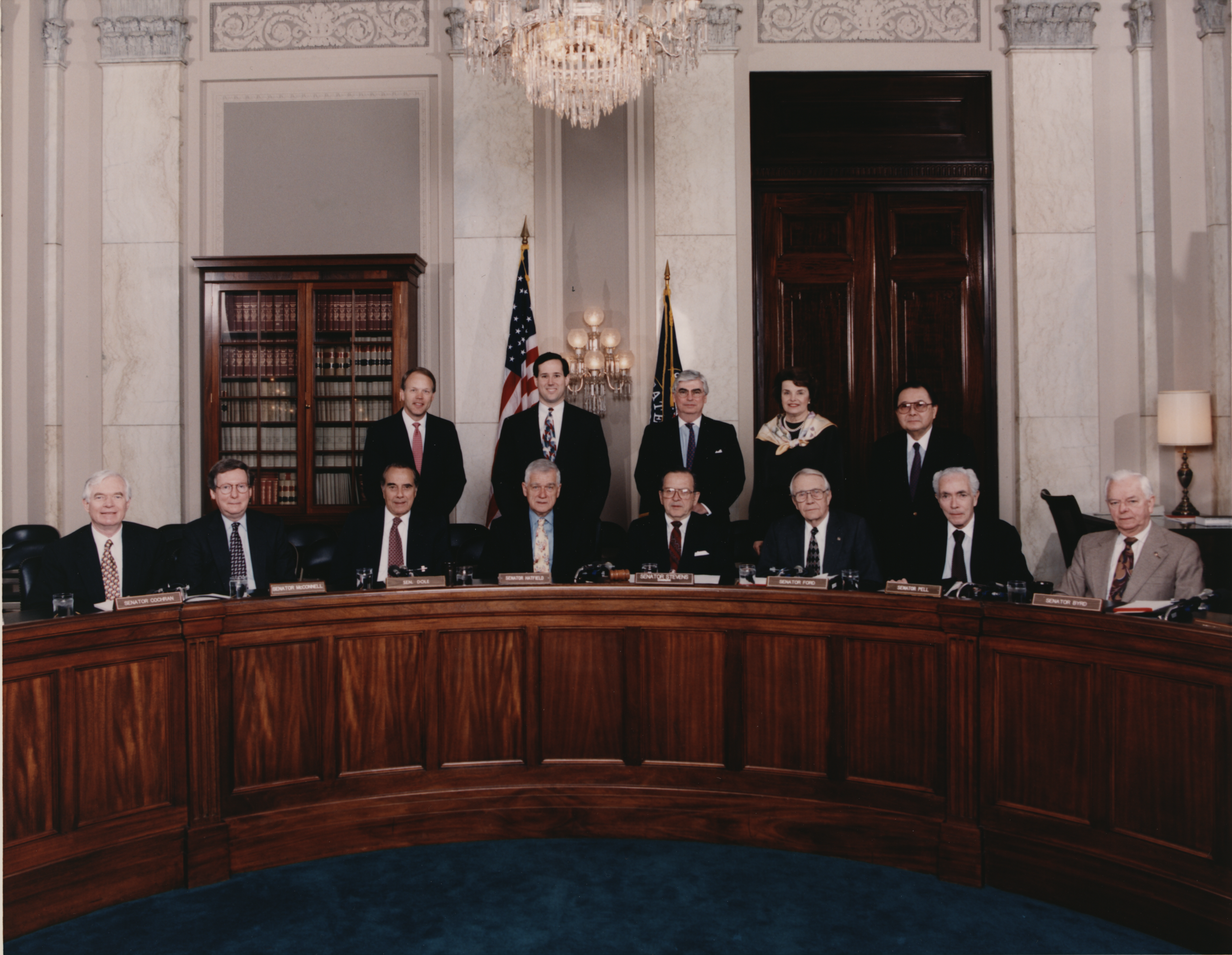
Au Sénat en 1995, Wendell H. Ford est assis, 3e à partir de la droite.